# Інваспорт

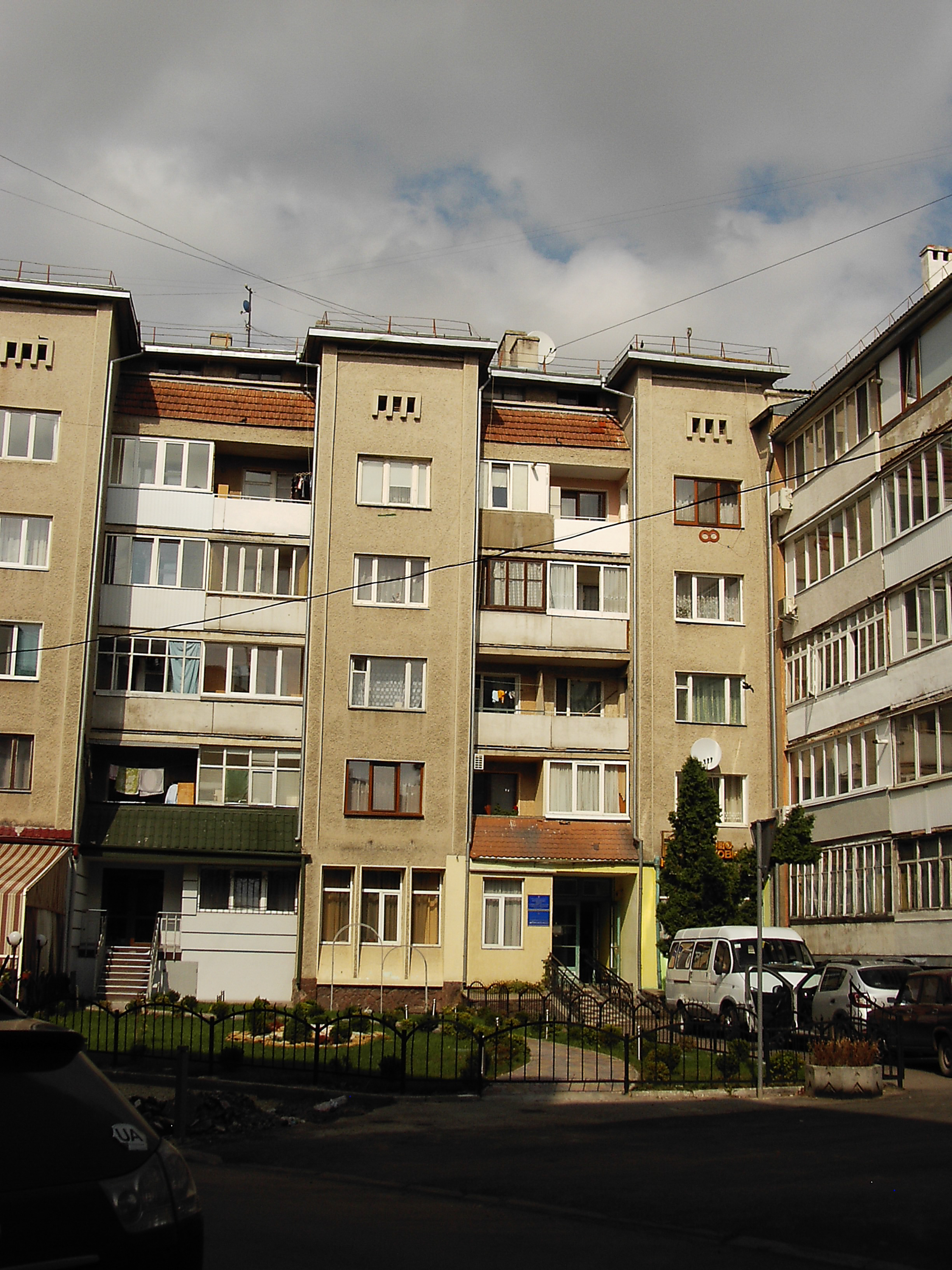
Івано-Франківський обласний державний Центр з фізичної культури і спорту інвалідів «Інваспорт»

«Інваспорт» — система фізкультури та спорту осіб з інвалідністю, що функціонує в Україні на державному рівні.
Розроблена головою Паралімпійського комітету України Валерієм Сушкевичем.

## Діяльність
Пріоритетними напрямками діяльності закладів системи «Інваспорт» є здійснення заходів щодо:
- розвитку в Україні спорту вищих досягнень серед осіб з інвалідністю
- фізкультурно-спортивної реабілітації осіб з інвалідністю.[2]

Основним напрямком роботи системи «Інваспорт» є реабілітація осіб з інвалідністю засобами фізичної культури і спорту, їх інтеграція в суспільство. Різними формами фізкультурно-реабілітаційної та спортивної роботи в Україні охоплено близько 52 тисячі осіб з інвалідністю: з вадами зору, опорно-рухового апарату, слуху, наслідків ДЦП, з вадами розумового і фізичного розвитку. Система «Інваспорт» спрямована на реабілітацію усіх дітей з особливими потребами, хоча дає суттєво більші можливості для тих, хто має хороші спортивні задатки.
В рамках системи закладів «Інваспорт» щорічно організовуються і проводяться близько 46 чемпіонатів та першостей України. Найпопулярнішими змаганнями стали Спартакіада серед дітей з інвалідністю «Повір у себе», спортивний фестиваль «Мрії здійснюються» і благодійна акція «Милосердя».
Іншим пріоритетним напрямком роботи є забезпечення діяльності національних збірних команд України серед спортсменів з інвалідністю, їх підготовка та участь у Всеукраїнських і міжнародних змаганнях, а також державна підтримка розвитку паралімпійського та дефлімпійського руху в Україні.

## Структура закладів
Ключовою особливістю системи є те, що спортивні школи та відповідна інфраструктура для спорту осіб з інвалідністю працюють у кожній області України.
До структури системи входять:
- Український центр з фізичної культури і спорту осіб з інвалідністю «Інваспорт» (скорочена назва — Укрцентр «Інваспорт»)
- Регіональні та місцеві центри фізичної культури і спорту осіб з інвалідністю «Інваспорт»

Станом на 2015 рік, до системи закладів фізичної культури і спорту осіб з інвалідністю «Інваспорт» входили 25 регіональних центрів з фізичної культури і спорту осіб з інвалідністю «Інваспорт», 80 їх відділень в регіональних та місцевих центрах, 24 дитячо-юнацькі спортивні школи для осіб з інвалідністю і 148 фізкультурно-оздоровчих клубів.
Український центр з фізичної культури і спорту осіб з інвалідністю «Інваспорт» було засновано 1993 року відповідно до спільної постанови Міністерства України у справах молоді та спорту, Федерації професійних спілок України та Національного комітету (Федерації) спорту інвалідів України від 14.01.1993 № 29/п-2/6 «Про створення Українського та обласних центрів інвалідного спорту».

## Національна збірна команда України з видів спорту осіб з інвалідністю
Український центр з фізичної культури і спорту осіб з інвалідністю «Інваспорт» забезпечує діяльність штатної збірної команди України з видів спорту осіб з інвалідністю, кількість штатних одиниць якої на початок 2015 року складала 410 осіб (315 штатних одиниць спортсменів-інструкторів та 95 штатних одиниць тренерів) і фактично складалася із 531 спортсмена-інструктора та 152 тренерів.
У 2014 році, склад національної збірної команди України з видів спорту осіб з інвалідністю включав національні збірні команди України з 20 видів спорту для спортсменів з вадами слуху, 12 видів спорту для спортсменів з вадами зору, 24 види спорту для спортсменів з ураженнями опорно-рухового апарату, а також три види спорту для спортсменів з вадами розумового і фізичного розвитку.
Загальна кількість спортсменів, які входили до складу національної збірної команди України з видів спорту осіб з інвалідністю у 2014 році, становила 2157 осіб, 971 з яких входили до основного складу, 604 — до складу кандидатів, а 582 — до складу резерву.
Українські спортсмени-інваліди за роки Незалежності демонструють високі спортивні результати на літніх та зимових Паралімпійських і Дефлімпійських іграх. Лише у 2014 році національні збірні команди України серед спортсменів з інвалідністю взяли участь у 68 офіційних міжнародних змаганнях та здобули 447 медалі. На літній Паралімпіаді 2016 року українська збірна здобула третє місце в медальному заліку, поступившись лише збірним Китаю та Великої Британії.